# Brottets gata
Brottets gata (engelska: Street of Chance) är en amerikansk långfilm från 1930 i regi av John Cromwell, med William Powell, Jean Arthur, Kay Francis och Regis Toomey i rollerna.

## Handling
John Marsden (William Powell) är en storspelare i New York. Han har en yngre bror "Babe" (Regis Toomey), som han försöker hålla borta från spelborden. John ger brodern en bröllopsgåva på $10000 om han lovar att inte spela något. Johns fru Alma (Kay Francis) har dock tröttnat på makens spelberoende och får honom att lova att lämna staden med henne så de kan bygga upp sitt äktenskap igen.
"Babe" och hans sin fru Judith (Jean Arthur) anländer till New York innan John och Alma hunnit ge sig av. "Babe" är ovetande om vad John faktiskt håller med på och nu har han bestämt sig för att medverka i ett stort olagligt spelparti. "Babe" vinner överraskande hela potten och John förstår nu att han håller på att göra samma misstag han själv gjorde. Han gör nu allt för att stoppa sin bror, även om det innebär att fuska.

## Rollista
| William Powell  | – John D. Marsden / 'Natural' Davis |
| Jean Arthur     | – Judith Marsden                    |
| Kay Francis     | – Alma Marsden                      |
| Regis Toomey    | – 'Babe' Marsden                    |
| Stanley Fields  | – Dorgan                            |
| Brooks Benedict | – Al Mastick                        |
| Betty Francisco | – Mrs. Mastick                      |
| John Risso      | – Tony                              |
| Joan Standing   | – Miss Abrams                       |
| Maurice Black   | – Nick                              |
| Irving Bacon    | – Harry                             |